# Speelkwartier
Het speelkwartier is de pauze op de basisschool, waarin de schoolkinderen buiten kunnen spelen. Als het weer het toelaat, spelen de kinderen daadwerkelijk buiten op het schoolplein. Hier kunnen kinderen spelletjes spelen (kinderspel), zoals tikkertje of voetbal, of op het klimrek klimmen.
Het speelkwartier wordt meestal ingeluid en uitgeluid door de schoolbel.